# We Lived Like Kings (We Did Anything We Wanted)
We Lived Like Kings (We Did Anything We Wanted) is het tweede verzamelalbum van de Australische punkband Frenzal Rhomb. Het album werd in Australië uitgegeven op 30 september 2016 als dubbel-lp via How Much Did I Fucking Pay For This? Records, het platenlabel van de band zelf, en op 18 november 2016 in de Verenigde Staten via Fat Wreck Chords op cd en dubbel-lp. Het album bereikte de 58ste plaats in de ARIA Charts.

## Nummers
| 1. "Russell Crowe's Band" - 1:13 2. "Never Had So Much Fun" - 1:58 3. "Mum Changed the Locks" - 1:56 4. "We're Going Out Tonight" - 2:15 5. "Punch in the Face" - 1:44 6. "Bucket Bong" - 2:32 7. "I Miss My Lung" - 3:25 8. "5000 Cigarettes" - 1:41 9. "Bird Attack" - 1:14 10. "Let's Drink a Beer" - 3:13 11. "White World" - 2:01 12. "Forever Malcolm Young" - 1:27 13. "Johnny Ramone" - 0:31 14. "Ship of Beers" - 2:15 15. "When My Baby Smiles at Me I Go to Rehab" - 1:04 16. "Coming Home" - 2:30 17. "Ballchef" - 1:18 18. "Home and Away" - 1:05 | 1. "You Are Not My Friend" - 3:23 2. "Mummy Doesn't Know You're a Nazi" - 1:25 3. "Worlds Fuckedest Cunt" - 2:30 4. "Genius" - 2:58 5. "4 Litres" - 2:08 6. "Richer Than You" - 2:12 7. "Fuck the System" - 1:48 8. "Cones" - 2:51 9. "You Can't Move Into My House" - 2:26 10. "Uncle Ken" - 2:07 11. "Pants" - 0:59 12. "You Are a Knob" - 2:42 13. "Gambling, Vomit, Sleeping in the Bin" - 2:48 14. "Urban Myth" - 1:40 15. "Alvarez" - 1:48 16. "Kaan Kunt" - 2:15 17. "The Best of Secret Track" - 2:37 |